# Thomy Bourdelle
Thomy Bourdelle (* 20. April 1891 in Paris; † 27. Juni 1972 in Toulon, Département Var) war ein französischer Schauspieler und Produktionsleiter.
Bourdelles Bruder Marcel Burdelle (1883–1972) war ebenfalls Schauspieler.
Thomy Bourdelle nahm im Rang eines Offiziers (Leutnant der Artillerie) am Ersten Weltkrieg teil. Hierfür erhielt er das Croix de guerre. Am 20. Juli 1932 wurde er zum Ritter der Ehrenlegion ernannt.

## Filmographie (Auswahl)
- 1922: La Fille des chiffonniers
- 1922: Jocelyn
- 1922: Roger la Honte
- 1923: Geneviève
- 1923: Le Taxi 313-X-7
- 1923: Château historique
- 1923: L’Auberge rouge
- 1924: Surcouf
- 1924: Jocaste
- 1924: Die Islandfischer (Pêcheur d’Islande)
- 1924: L’Affaire du courrier
- 1924: La Brière
- 1924: L’Enfant des halles
- 1925: Jean Chouan
- 1925: Jack
- 1925: Les Dévoyés
- 1926: Les Fiançailles rouges
- 1926: Ma maison de Saint-Cloud
- 1927: En rade
- 1927: Yvette
- 1927: Le Martyre de Sainte-Maxence
- 1927: Auf der Reede (En rade)
- 1927/1928: Verdun
- 1928: La Divine Croisière
- 1930: Unter den Dächern von Paris
- 1930: Caïn, aventures des mers exotiques
- 1931: Tumultes
- 1932: Fantômas
- 1933: Der 14. Juli
- 1933: L’étoile de Valencia
- 1933: Adieu les beaux jours, gleichzeitig mit der deutschen Version Die schönen Tage von Aranjuez gedreht.
- 1933: Das Testament des Dr. Mabuse
- 1934: Vers l’abîme, gleichzeitig mit der deutschen Version Die Insel gedreht
- 1934: Menschen im Norden (Maria Chapdelaine)
- 1935: Un homme de trop à bord
- 1935/1936: Les deux favoris
- 1936: Eine Leiche in Nizza
- 1938: Adrienne Lecourvreur
- 1945: Abenteuer am Königshof
- 1950: Steppenrache
- 1953: Don Camillos Rückkehr (Le Retour de don Camillo)
- 1954: Rot und Schwarz
- 1957: Die Nacht bricht an
- 1957: Fumée blonde
- 1959: Ein Schrei gegen Mauern